# Säters Tidning
Säters Tidning var en tidning för Säter, utgiven 1907–1982.
Säters Tidning började ges ut i Säter i januari 1907 under fabrikör August Dikmans ledning. Tidningen gavs senare ut av Tidnings- och boktryckeriaktiebolaget Engelbrekt i Falun som även gav ut Dalabladet och Ludvika Tidning. Engelbrekt försattes i konkurs och ombildades som Aktiebolaget Dalabladet.
Aktiebolaget Dalabladet delades upp mot slutet av 1917. Dalabladet övertogs av Bondeförbundet, Ludvika Tidning och Säters Tidning togs över av Dalarnes Tidnings- och Boktryckeriaktiebolag (DTBAB). Detta företag kontrollerades av Axel Fredrik Lidman som blev tidningens chefredaktör.
Säters Tidning blev en avläggare till Södra Dalarnes Tidning (SDT). I oktober 1982 uppgick Säters Tidning helt i SDT. SDT:s sidhuvud ändrades i samband med detta till SDT Södra Dalarnes Tidning Säters Tidning. Säters Tidning försvann ur sidhuvudet den 1 september 2003.